# ديفيد يونغ (لاعب كرة قدم)
ديفيد يونغ (بالإنجليزية: David Young)‏ (12 نوفمبر 1945 بنيوكاسل أبون تاين في المملكة المتحدة - ) هو لاعب كرة قدم بريطاني في مركز الدفاع. لعب مع تشارلتون أثلتيك ونادي ساوثيند يونايتد ونادي سندرلاند ونيوكاسل يونايتد.

## وصلات خارجية
- ديفيد يونغ على موقع قاعدة بيانات كرة القدم.إي يو (الإنجليزية)